# Робеккетто-кон-Індуно
Робеккетто-кон-Індуно (італ. Robecchetto con Induno) — муніципалітет в Італії, у регіоні Ломбардія,  метрополійне місто Мілан.
Робеккетто-кон-Індуно розташоване на відстані близько 510 км на північний захід від Рима, 34 км на захід від Мілана.
Населення — 4886 осіб (2014).

## Демографія
Населення за роками:

Станом на 1 січня 2023 року в муніципалітеті офіційно проживало 340 іноземців з 35 країн, серед них 46 громадян країн Євросоюзу та 10 громадян України.

## Сусідні муніципалітети
- Кастано-Примо
- Куджоно
- Галліате
- Турбіго